# Miles Monitor
El Miles M.33 Monitor fue un avión remolcador de blancos británico diseñado y construido por Miles Aircraft hacia el final de la Segunda Guerra Mundial. Pensado para ser utilizado por la Real Fuerza Aérea y el Fleet Air Arm, el avión no entró en servicio con ninguno de ellos.

## Diseño y desarrollo
El Monitor surgió como respuesta a la Especificación Q.9/42, que solicitaba un remolcador de blancos bimotor de alta velocidad para la Real Fuerza Aérea. La especificación pedía una velocidad de remolcado de no menos de 480 km/h, ser capaz de alcanzar los 145 km/h mientras distribuía los blancos, tener una autonomía de 3-4 horas y (de forma poco usual) ser capaz de poderse desmontar y transportar en cajas de embalaje estándar. Se encargaron dos prototipos; el primero (matrícula NF900) voló por primera vez el 5 de abril de 1944, y fue capaz de alcanzar los 580 km/h.
El Monitor era un avión de ala alta con fuselaje totalmente metálico y alas de madera. Estaba especificado originalmente que el avión incorporaría el ala y el tren de aterrizaje del Bristol Beaufighter para acelerar el diseño y la producción, pero debido a la creciente demanda del Beaufighter, sólo se utilizó el tren de aterrizaje, y se diseñó una nueva ala monopieza totalmente en madera. El avión estaba propulsado por dos motores radiales Wright Cyclone R-2600-31 que movían hélices Hamilton Standard Hydromatic. Estaba equipado con un novedoso cabrestante hidráulico, ya que el molinete normal no podía usarse a velocidades de más de 240 km/h, mientras que se solicitaba que el Monitor remolcase blancos al doble de esta velocidad.
El requerimiento original por un avión de remolcado de blancos para la RAF fue abandonado, y los encargos del Monitor fueron asumidos por el Fleet Air Arm, que solicitaba un avión capaz de simular ataques en picado sobre los buques de guerra. Para cubrir este requerimiento, el avión, equipado con frenos aéreos actuados hidráulicamente, cámaras de morro para marcar a la artillería de la Flota, una cúpula dorsal media y equipamiento de radar usado para determinar con precisión la altura, fue conocido como Monitor TT Mk II. El cabrestante de 7,5 kW (10 hp) del Monitor fue equipado con 1800 m de cable de remolcado, y era capaz de remolcar blancos de bandera y de manga, así como blancos especiales con alas de envergaduras de entre 4,9 y 9,8 m. Los blancos de repuesto se almacenaban a bordo y podían cambiarse en vuelo, mientras que los blancos con alas eran remolcados desde el suelo con una cuerda de 76 m.
Al final de la guerra, los contratos por 600 Monitor fueron cancelados y sólo se construyeron 20 ejemplares. Como todos los aviones en servicio, el Monitor fue evaluado por el Aeroplane and Armament Experimental Establishment (A&AEE) en RAF Boscombe Down. El primero allí recibido (NF900) se incendió durante un aterrizaje en agosto de 1944, muriendo un tripulante; el segundo prototipo (NF904) realizó un aterrizaje con el tren arriba en el A&AEE en agosto de 1945, y el NP409, en Vuelo Intensivo, se estrelló en el mar el mismo mes, muriendo ambos tripulantes. Ningún ejemplar entró en servicio y todos los supervivientes fueron desguazados.

## Variantes
Monitor TT Mk I
Prototipo de remolcador de blancos para la Real Fuerza Aérea, uno construido.
Monitor TT Mk II
Remolcador de blancos para el Fleet Air Arm, un prototipo y 20 aviones de producción.

## Especificaciones (TT.Mk 2)
Referencia datos: Miles Aircraft since 1925,</ref>The Hamlyn Concise Guide to British Aircraft of World War II.

### Características generales
- Tripulación: Dos
- Longitud: 14,5 m (47,7 ft)
- Envergadura: 17,2 m (56,3 ft)
- Altura: 4,3 m (14,2 ft)
- Superficie alar: 46 m² (495,2 ft²)
- Perfil alar: raíz: NACA 23021; punta: NACA 2412
- Peso vacío: 7189 kg (15 844,6 lb)
- Peso cargado: 9559 kg (21 068 lb)
- Planta motriz: 2× motor radial de 14 cilindros refrigerado por aire Wright R-2600-31 Twin Cyclone.
  - Potencia: 1300 kW (1792 HP; 1768 CV) cada uno.
- Hélices: Tripala de velocidad constante
- Alargamiento: 6,3
- Capacidad de combustible: 2182 L; 145 L de aceite

### Rendimiento
- Velocidad máxima operativa (Vno): 530 km/h (329 MPH; 286 kt)
- Velocidad crucero (Vc): 426 km/h (265 MPH; 230 kt)
- Alcance: 4430 km (2392 nmi; 2753 mi)
- Techo de vuelo: 8800 m (28 871 ft)
- Régimen de ascenso: 12,6 m/s (2480 ft/min)
- Carga alar: 206 kg/m² (42,2 lb/ft²)
- Potencia/peso: 0,265 kW/kg (0,161 hp/lb)
- Tiempo a altitud:
  - 6 min 24 s para 4572 m
  - 10 min 6 s para 6096 m
- Carrera de despegue: 315 m
- Carrera de despegue para 15 m (50 pies): 741 m

## Aeronaves relacionadas

### Aeronaves similares
- de Havilland Mosquito
- Short Sturgeon

### Secuencias de designación
- Secuencia M._ (interna de Miles): ← M.27 - M.28 - M.30 - M.33 - M.35 - M.37 - M.38 →